# Lias-d’Armagnac
Lias-d’Armagnac település Franciaországban, Gers megyében. Lakosainak száma 202 fő (2022. január 1.). Lias-d’Armagnac Ayzieu, Bourrouillan, Estang, Larée, Marguestau, Monclar, Panjas és Salles-d’Armagnac községekkel határos.

## Népesség
A település népességének változása:
| Lakosok száma | 246  | 205  | 189  | 190  | 202  | 199  | 196  | 195  | 197  | 202  |
|               | 1968 | 1982 | 1990 | 2006 | 2013 | 2015 | 2017 | 2019 | 2020 | 2022 |